# Maurice Van den Bemden
Maurits Eugenius Gabriel Maria (Maurice) Van den Bemden (Antwerpen, 22 november 1891 - aldaar, januari 1968) was een Belgisch hockeyer en tennisser.

## Levensloop
Van den Bemden was aangesloten bij Royal Beerschot THC Daarnaast was hij actief bij het Belgisch hockeyteam. In deze hoedanigheid nam hij onder meer deel aan de Olympische Zomerspelen van 1920, alwaar hij met het nationaal team brons behaalde.
Ook was hij actief in het tennis. Zo nam hij op de Spelen van 1920 tevens deel in deze sport. Ook werd hij viermaal Belgisch kampioen. Tweemaal met zijn broer Walter in het heren dubbelspel en tweemaal in het dubbel gemengd.
Maurice Van den Bemden was een kleinzoon van politicus Jacques Van den Bemden.